# D4 Enterprise
D4 Enterprise Co., Ltd. (株式会社D4エンタープライズ Kabushiki-gaisha D4 Entāpuraizu?)  es una editorial japonesa de videojuegos que actualmente se especializa en servicios de entrega de contenido como Project EGG a través de Internet. Algunos de los títulos que se han relanzado incluyen muchos de los títulos de Compile, como los juegos Madō Monogatari. La compañía también ha proporcionado títulos de Neo Geo y MSX a la Consola virtual para Wii. El 24 de marzo de 2023, se anunció una versión especial de Project EGG para Nintendo Switch.

## Juegos

### Project EGG
| Título                                | Fecha de lanzamiento    | Sistema original | Desarrollador original | Editorial original | Fecha de lanzamiento original |
| ------------------------------------- | ----------------------- | ---------------- | ---------------------- | ------------------ | ----------------------------- |
| Hustle! Chumy                         | 11 de diciembre de 2012 | SG-1000          | Compile                | Sega               | 21 de diciembre de 1984       |
| Gradius                               | 3 de marzo de 2014      | PC Engine        | Konami                 | Konami             | 15 de noviembre de 1991       |
| Salamander                            | 3 de marzo de 2014      | PC Engine        | Konami                 | Konami             | 03 de diciembre de 1991       |
| Detana!! Twinbee                      | 3 de marzo de 2014      | PC Engine        | Konami                 | Konami             | 28 de febrero de 1992         |
| Parodius: The Octopus Saves the Earth | 11 de abril de 2014     | MSX              | Konami                 | Konami             | 28 de abril de 1988           |
| Dream Continent Adventure             | 11 de mayo de 2014      | MSX              | Konami                 | Konami             | 28 de octubre de 1986         |
| TwinBee                               | 21 de diciembre de 2014 | MSX              | Konami                 | Konami             | 25 de mayo de 1986            |
| Akumajō Dracula                       | 22 de agosto de 2014    | MSX2             | Konami                 | Konami             | 30 de octubre de 1986         |
| Yie Ar Kung-Fu                        | 28 de octubre de 2014   | MSX              | Konami                 | Konami             | enero de 1985                 |
| Yie Ar Kung-Fu II                     | 25 de noviembre de 2014 | MSX              | Konami                 | Konami             | 1 de diciembre de 1985        |
| Antarctic Adventure                   | 25 de noviembre de 2014 | MSX              | Konami                 | Konami             | 1 de diciembre de 1983        |
| Sky Jaguar                            | 23 de diciembre de 2014 | MSX              | Konami                 | Konami             | 21 de diciembre de 1984       |
| Konami's Soccer                       | 23 de diciembre de 2014 | MSX              | Konami                 | Konami             | 21 de diciembre de 1985       |
| Magical Tree                          | 27 de enero de 2015     | MSX              | Konami                 | Konami             | 21 de diciembre de 1984       |
| Gradius 2                             | 27 de enero de 2015     | MSX              | Konami                 | Konami             | 22 de agosto de 1987          |
| Hyper Sports 2                        | 17 de febrero de 2015   | MSX              | Konami                 | Konami             | 21 de diciembre de 1984       |
| The Maze of Galious                   | 23 de marzo de 2015     | MSX              | Konami                 | Konami             | 18 de abril de 1987           |
| Gofer's Ambition Episode II           | 21 de abril de 2015     | MSX              | Konami                 | Konami             | 27 de enero de 1989           |
| Usas                                  | 23 de junio de 2015     | MSX2             | Konami                 | Konami             | 21 de diciembre de 1987       |
| Space Manbow                          | 28 de julio de 2015     | MSX2             | Konami                 | Konami             | 21 de diciembre de 1989       |
| Zanac                                 | 1 de septiembre de 2015 | Family Computer  | Compile                | Pony Canyon        | 28 de noviembre de 1986       |
| Knightmare III: Shalom                | 26 de enero de 2016     | MSX              | Konami                 | Konami             | 1 de diciembre de 1987        |
| Valis: The Fantasm Soldier            | 9 de enero de 2002      | MSX              | Telenet Japan          | Telenet Japan      | 1 de enero de 1986            |

### EGG Console
| Título | Fecha de lanzamiento     | Sistema original | Desarrollador original | Editorial original | Fecha de lanzamiento original |
| ------ | ------------------------ | ---------------- | ---------------------- | ------------------ | ----------------------------- |
| Relics | 28 de septiembre de 2023 | NEC PC-8801      | Bothtec, Inc.          | Bothtec, Inc.      | 1 de enero de 1985            |